# 냅킨

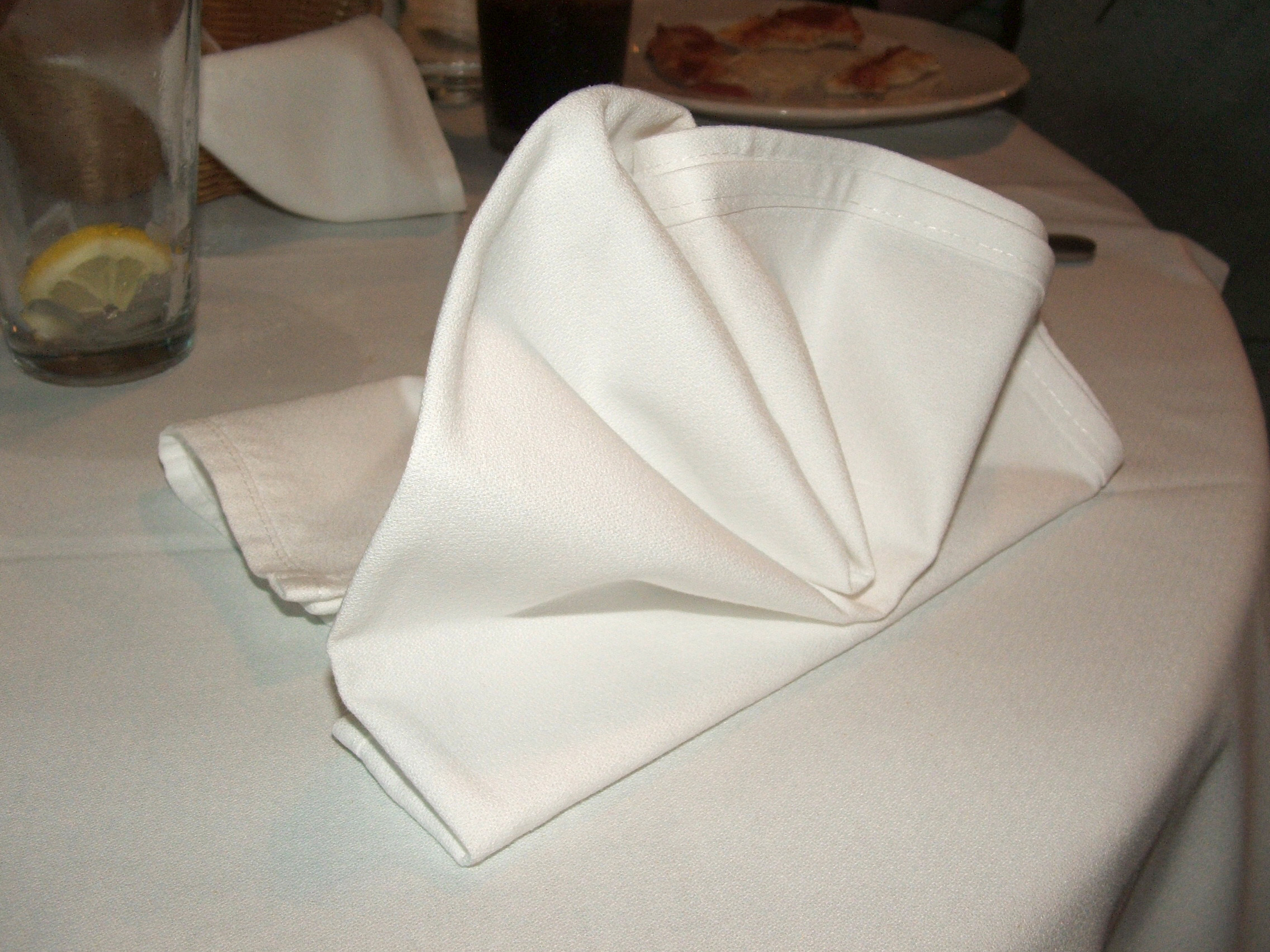
냅킨

냅킨(영어: napkin)은 식탁에 올려놓은 조그만한 천으로, 먹을 때 음식이 흘리지 않게 하기 위해 사용한다. 냅킨이라는 말은 중세 영어에서, 테이블을 덮는 천을 뜻하는 프랑스어 'nappe'에서 따왔다.

## 설명
일반적으로 냅킨은 접혀서 가장 바깥쪽 포크 바깥쪽, 설정 왼쪽에 배치된다. 레스토랑이나 케이터링 홀에서는 더 정교한 모양으로 접어서 빈 접시에 표시할 수 있다. 종이접기 기술을 사용하여 3차원 디자인을 만들 수 있다. 냅킨은 냅킨 링으로 식기류와 함께 묶음으로 묶을 수도 있다. 대안적으로, 종이 냅킨은 냅킨 홀더 내에 포함될 수 있다.

## 역사
냅킨의 역사를 요약하면 고대 그리스인들은 빵을 사용하여 손을 닦았다고 종종 말한다. 이는 알키프론의 편지 중 하나(3:44)의 한 구절과 아리스토파네스의 희곡 더 나이츠(The Knights)에 나오는 소시지 판매자의 발언에서 암시된다. 두 텍스트 모두에 나오는 빵은 아포마그달리아(apomagdalia)라고 하는데, 이는 단순히 특별한 "냅킨 빵"이 아니라 부스러기로 알려진 빵 껍질 내부의 빵을 의미한다. 냅킨은 고대 로마 시대에도 사용되었다.
영어로 테이블 냅킨에 대한 최초의 언급 중 하나는 1384~85년으로 거슬러 올라간다.

## 같이 보기
- 휴지
- 생리대
- 물티슈